# المجموعات العرقية والثقافية والدينية في البحرين
| \| المجموعات العرقية في البحرين (2010)[1] \| المجموعات العرقية في البحرين (2010)[1] \| المجموعات العرقية في البحرين (2010)[1] \| المجموعات العرقية في البحرين (2010)[1] \| المجموعات العرقية في البحرين (2010)[1] \| \| -------------------------------------- \| -------------------------------------- \| -------------------------------------- \| -------------------------------------- \| -------------------------------------- \| \| الجماعات العرقية \| \| \| \| \| \| بحرينيون \| بحرينيون \| \| 46% \| 46% \| \| آسيويون \| آسيويون \| \| 45.5% \| 45.5% \| \| عرب \| عرب \| \| 4.7% \| 4.7% \| \| أفارقة \| أفارقة \| \| 1.6% \| 1.6% \| \| أوروبيون \| أوروبيون \| \| 1% \| 1% \| \| آخرون (أمريكيون وخليجيون) \| آخرون (أمريكيون وخليجيون) \| \| 1.2% \| 1.2% \| |                           |  |       |       |
| المجموعات العرقية في البحرين (2010) |                           |  |       |       |
| الجماعات العرقية |                           |  |       |       |
| بحرينيون | بحرينيون                  |  | 46%   | 46%   |
| آسيويون | آسيويون                   |  | 45.5% | 45.5% |
| عرب | عرب                       |  | 4.7%  | 4.7%  |
| أفارقة | أفارقة                    |  | 1.6%  | 1.6%  |
| أوروبيون | أوروبيون                  |  | 1%    | 1%    |
| آخرون (أمريكيون وخليجيون) | آخرون (أمريكيون وخليجيون) |  | 1.2%  | 1.2%  |

البحرين دولة في الخليج العربي في موقع استراتيجي فيما يتعلق بالساحل الشرقي لشبه الجزيرة العربية وإيران والعراق وسلطنة عمان.

## الشيعة

### البحارنة
يعتبر البحارنة من السكان الأصليين قبل الإسلام في البحرين ولكن هذا هو موضع خلاف بين العلماء.
يرتبط البحارنة ارتباطا وثيقا بشيعة القطيف بل ويتكلمون لهجة مماثلة. يعيش البحارنة في المنامة وأغلب قرى الجزيرة الرئيسية في البحرين والعديد من القرى في جزيرة المحرق في الشمال وفي جزيرة سترة من الشرق. إنهم يتكلمون لهجات مماثلة مع وجود اختلافات طفيفة بين القرى على الرغم من أن قرى سترة لديها لهجات تختلف اختلافا كبيرا عن تلك الموجودة في الجزيرة الرئيسية.
كانت زراعة أشجار النخيل وصيد الأسماك الأنشطة الاقتصادية التقليدية للبحارنة.
هناك أيضا العرب الشيعة يتركزون في عدة أحياء في مدينة المحرق. كانوا أصلا من الأحساء ويطلق عليهم مسمى حساوي. هم ينتمون إلى البحارنة في القرى خارج المدينة. نتيجة لقربهم من العرب السنة والأفارقة يتكلمون اللهجة السنية.

### العجم
الفرس الشيعة في البحرين هم أقلية عرقية هامة ومؤثرة وصل أسلافهم إلى البحرين في أوائل القرن العشرين كعمال وحرفيين وتجار. هناك مجتمعات كبيرة في المحرق والمنامة. الفرس محافظون على ثقافة ولغة متميزة ولكنهم استوعبوا منذ فترة طويلة في الثقافة البحرينية فإنهم يميلون إلى التعرف على أنفسهم أكثر كبحرينيين فارسيين أو بحرينيين من أصل إيراني. أغلبهم يجيدون التحدث باللغتين العربية والفارسية في المدرسة والعمل والشؤون اليومية وعادة ما تؤول إلى نطاق الأسرة. جميعهم تقريبا يحملون الجنسية البحرينية منذ الولادة وفي معظم الحالات فإن آباءهم وفي بعض الحالات أجدادهم يحملون أيضا الجنسية البحرينية.

## السنة
تم تقسيم السكان السنة تاريخيا إلى المجموعات الثلاث المذكورة أدناه حيث يشكل العرب السنة أقلية السكان البحرينيين. يتركز معظم البحرينيين السنة في مناطق مثل بسيتين والبديع والجسرة والزلاق وعسكر وجو والدور والعكر الغربي وأم الحصم ومدينة عيسى وغيرها.

### العرب
إن العرب السنة هم في الغالب أحفاد قبائل من وسط شبه الجزيرة العربية. إن العرب السنة هم أقل المجموعات العرقية تأثيرا في البحرين وهم يشغلون معظم المناصب الحكومية والنظام الملكي البحريني هم من العرب السنة. عاش العرب السنة تقليديا في مناطق مثل الزلاق والمحرق والرفاع وجزر حوار.

### الأفارقة العرب
معظم البحرينيين من أصل أفريقي ينحدرون من شرق أفريقيا وعاشوا تقليديا في جزيرة المحرق والرفاع.

### الهولة
الهولة هم أحفاد الإيرانيين السنة الذين هاجروا إلى الدول العربية في الخليج العربي خلال القرن التاسع عشر. كثير منهم كانوا يعيشون أصلا في العوضية (حي في القضيبية) والحورة وكلاهما الآن تقريبا مأهولين بأجانب من أصول فلبينية وهندية وبنغالية ولكنهم أعيد توطينهم في وقت لاحق في جزيرة المحرق والرفاع.

## جنوب آسيا

موقع تلال دلمون في البحرين.

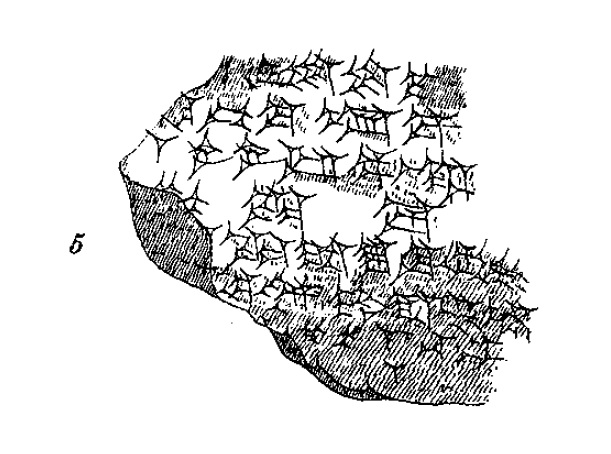
مراسلات بين إيلي إيباشرا حاكم دلمون وإنليل-كيديني حاكم نيبور. 1350 قبل الميلاد.

بالنسبة للغالبية العظمى من تاريخها كانت البحرين تعتمد اقتصاديا وثقافيا على منطقتين وهما الآشوريين والميلوهس وهم الهنود الذين يشكلون ولاية كجرات الحالية.
هناك أدلة أدبية وأثرية على تجارة واسعة بين بلاد الرافدين القديمة وحضارة وادي السند. من الواضح أن الانطباعات من الأختام الطينية من مدينة وادي اندوس في لوثال وهارابا تستخدم لختم حزم البضائع كما الانطباعات ختم الطين مع الحبل أو علامات كيس على الجانب العكسي تشهد. تحولت أختام وادي إندوس العديدة حتى في أور ومواقع ما بين النهرين الأخرى تفوق بكثير حتى الأختام المحلية مما يدل على تفضيلها للعملات الاقتصادية والأختام الهندية.
الخليج العربي له أنواع من التعميم وختمه من الأختام المعروفة من دلمون التي تظهر في لوتهال في ولاية غوجارات بالهند وفيلكا وكذلك في بلاد ما بين النهرين هي إثبات مقنع للتجارة البحرية لمسافات طويلة. كانت التجارة تتكون من: الأخشاب والأخشاب الثمينة والعاج واللازورد والذهب والسلع الفاخرة مثل العقيق الأحمر والخرز الحجري المزجج واللؤلؤ من الخليج العربي وقذائف وعظم البطانات كانت من بين السلع المرسلة إلى بلاد ما بين النهرين في مقابل الفضة والقصدير والمنسوجات الصوفية وزيت الزيتون والحبوب. تم تبادل سبائك النحاس من عمان والقارومين التي حدثت بشكل طبيعي في بلاد ما بين النهرين لمنسوجات القطن والطيور المحلية والمنتجات الرئيسية في منطقة السند التي ليست أصلية في بلاد ما بين النهرين. تم العثور على كل هذه السلع التجارية. تظهر أهمية هذه التجارة من خلال حقيقة أن الأوزان والتدابير المستخدمة في دلمون كانت في الواقع مماثلة لتلك التي تستخدمها السند وليست تلك المستخدمة في جنوب بلاد ما بين النهرين.
إن الوثائق التجارية في بلاد ما بين النهرين وقوائم السلع والنقوش الرسمية التي تذكر ملوحها تكمل الأختام والأعشاب الأثرية في هارابان. المراجع الأدبية لميلوهان تاريخ التجارة من الإمبراطورية الأكدية الأسرة الثالثة في أور وإيسن لارسا الفترات (2350-1800 قبل الميلاد) ولكن التجارة ربما بدأت في فترة الأسرة المبكرة (2600 قبل الميلاد). تكون بعض سفن ميلوهان قد أبحرت مباشرة إلى موانئ بلاد ما بين النهرين ولكن خلال فترة إيسين لارسا احتلت دلمون هذه التجارة. أقام متحف البحرين الوطني أن «العصر الذهبي» استمر حوالي 2200-1600 قبل الميلاد. اكتشافات أنقاض تحت الخليج العربي ربما من دلمون.
في قصيدة ملحمة في بلاد ما بين النهرين ملحمة جلجامش كان على جلجامش أن يمر عبر جبل ماشو للوصول إلى دلمون وجبل ماشو عادة ما يتم تحديده في كل من جبل لبنان وجبال لبنان الشرقية مع الفجوة الضيقة بين هذه الجبال التي تشكل النفق.
دلمون التي وصفت أحيانا بأنها «المكان الذي تشرق فيه الشمس» و«أرض الحياة» هي مسرح لبعض إصدارات أسطورة الخلق السومرية والمكان الذي فيه البطل السومري المؤهل للفيضان أوتنابيشتيم (زيوسودرا) أخذت من قبل الآلهة للعيش إلى الأبد. ترجمة ثوركيلد جاكوبسن من سفر التكوين إريدو يطلق عليه «جبل ديلمون» الذي يقع «مكان بعيد، نصف أسطورية».
وصفت دلمون أيضا في القصة الملحمية من إنكي وننهورساج كموقع وقع فيه الخلق. وعد إنكي بنينهورساغ أم الأرض:
كان منزل نينليل إلهة الهواء والرياح السومرية في دلمون. كما أنها واردة في ملحمة جلجامش.
ومع ذلك في الأحداث الرئيسية للملحمة المبكرة «إينمركر ورب أراتا» التي تركز على بناء إنميركار من زقورة في الوركاء وإريدو وصفت بأنها تجري في عالم ما «قبل ديلمون قد تم تسويتها حتى الآن».
بدأت الهجرة من جنوب آسيا إلى البحرين في أواخر القرن التاسع عشر واليوم الباكستانيين والبنغلاديشيين والهنود مجتمعين يشكلون أكبر مجموعات المغتربين في البحرين.

### الهنود
كان هناك 197273 عامل هندي و56666 من المعالين اعتبارا من عام 2014 وغالبية القطاع العام. معظمهم إما هندوس أو مسيحيين مع عدد كبير من السيخ وأقلية مسلمة. هناك العديد من المدارس التي أنشئت في البلاد في القرن 20 التي تقدم منهج المجلس المركزي للتعليم الثانوي أقدمها هو المدرسة الهندية البحرين التي أنشئت لأول مرة في عام 1950.

### الباكستانيون
في عام 2014 كان هناك 39,765 عامل باكستاني في البحرين و 647 8 من المعالين و 30 ألفا آخرين منحوا الجنسية. تشير تقديرات عام 2011 إلى أن 10,000 منهم يعملون في قوات الأمن. الغالبية العظمى من الباكستانيين في البحرين مسلمون.

### البنغلاديشيون
اعترفت بنغلاديش بالعلاقات الدبلوماسية مع البحرين في عام 1974 على الرغم من أن المغتربين البنغلاديشيين بدأوا في الوصول إلى البحرين قبل عقود من هذا التاريخ. في عام 2014 كان هناك 92,193 يعملون في البحرين و 3,116 معالين.

## آخرون

### الفلبينيون
في عام 2014 كان هناك 25568 عاملا فلبينيا في البحرين و 1889 شخصا آخر يعيلون هناك.

### المصريون
في عام 2014 كان هناك 8083 عاملا و 10,176 من المعالين الذين يعيشون في البحرين.

### السريلانكيون
في عام 2014 كان هناك 5,790 عامل سريلانكي في البحرين و 1,632 معالين يعيشون هناك.

### البريطانيون
في عام 2014 كان هناك 2,367 عامل بريطاني في البحرين و 1,710 من المعالين إلا أن صحيفة غلف نيوز ذكرت أن هناك 9,000 من المقيمين البريطانيين الدائمين في عام 2013 وأن 240 منهم منحوا الجنسية.

### اليهود
يشكل اليهود البحرينيون أحد أصغر المجتمعات اليهودية في العالم. اليوم المجتمع لديه كنيس ومقبرة يهودية صغيرة وعددهم سبعة وثلاثين شخصا.